# Catherine Greves
Catherine Rose Greves (Londra, 2 settembre 1982) è una canottiera britannica, vincitrice della medaglia d'argento nell'otto a Rio de Janeiro 2016.

## Palmarès
- Olimpiadi

Rio de Janeiro 2016: argento nell'8.
- Campionati del mondo di canottaggio

Monaco di Baviera 2007: bronzo nell'8.
Bled 2011: bronzo nell'8.
- Campionati europei di canottaggio

Belgrado 2014: argento nell'8.
Brandeburgo 2016: oro nell'8.
- Mondiali Under-23

Belgrado 2003: bronzo nel 2 senza.
- Mondiali Junior

Plovdiv 1999: bronzo nel 4 senza.